# Eupatorus gracilicornis
Rhinocéros à cinq cornes
Espèce
Eupatorus gracilicornis, le rhinocéros à cinq cornes, est une espèce d'insectes coléoptères de la famille des Scarabaeidae, sous-famille des Dynastinae, tribu des Dynastini et du genre Eupatorus.

## Historique et dénomination
L'espèce a été décrite par l'entomologiste britannique Gilbert John Arrow en 1908 

## Description

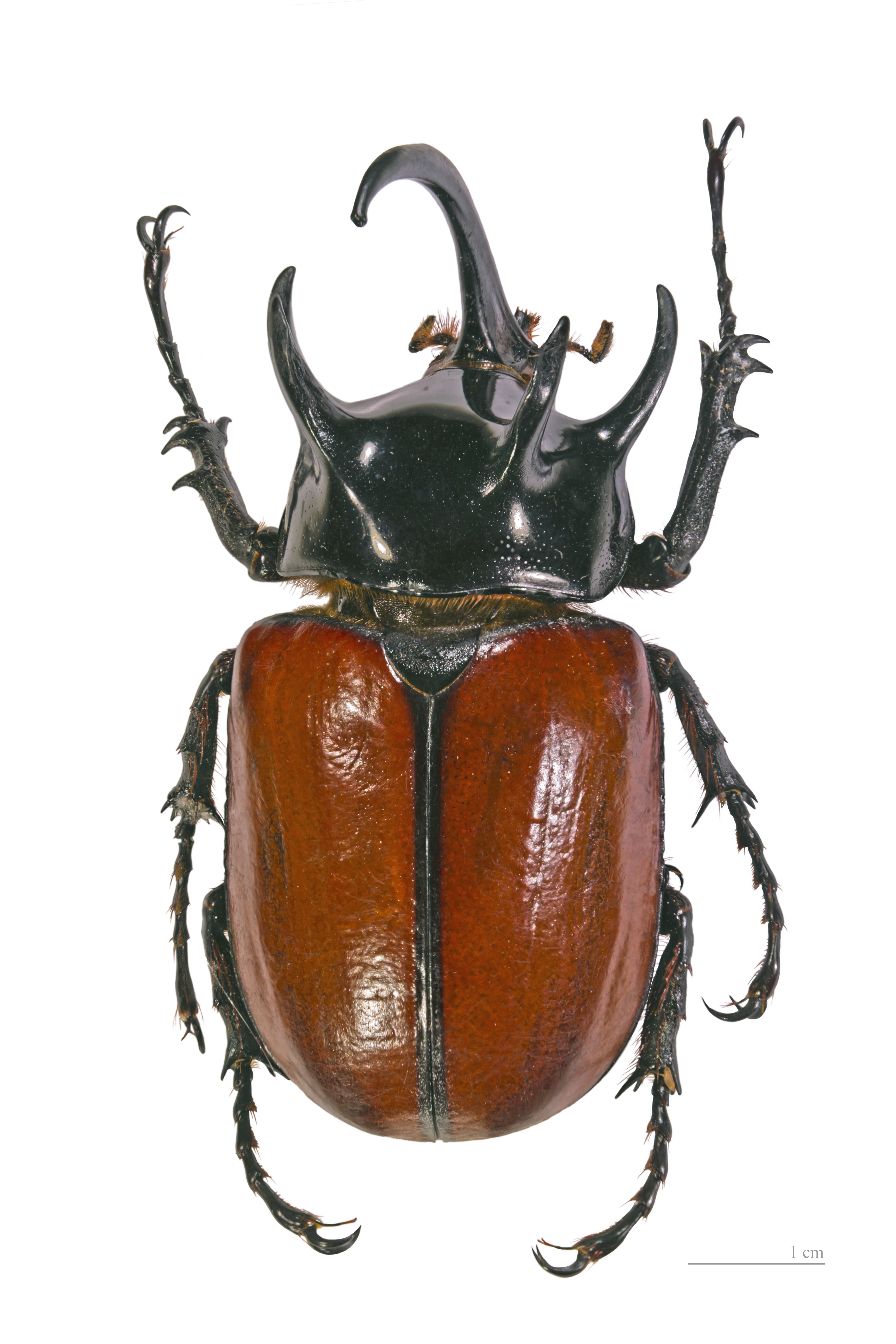
Male - Vue dorsale
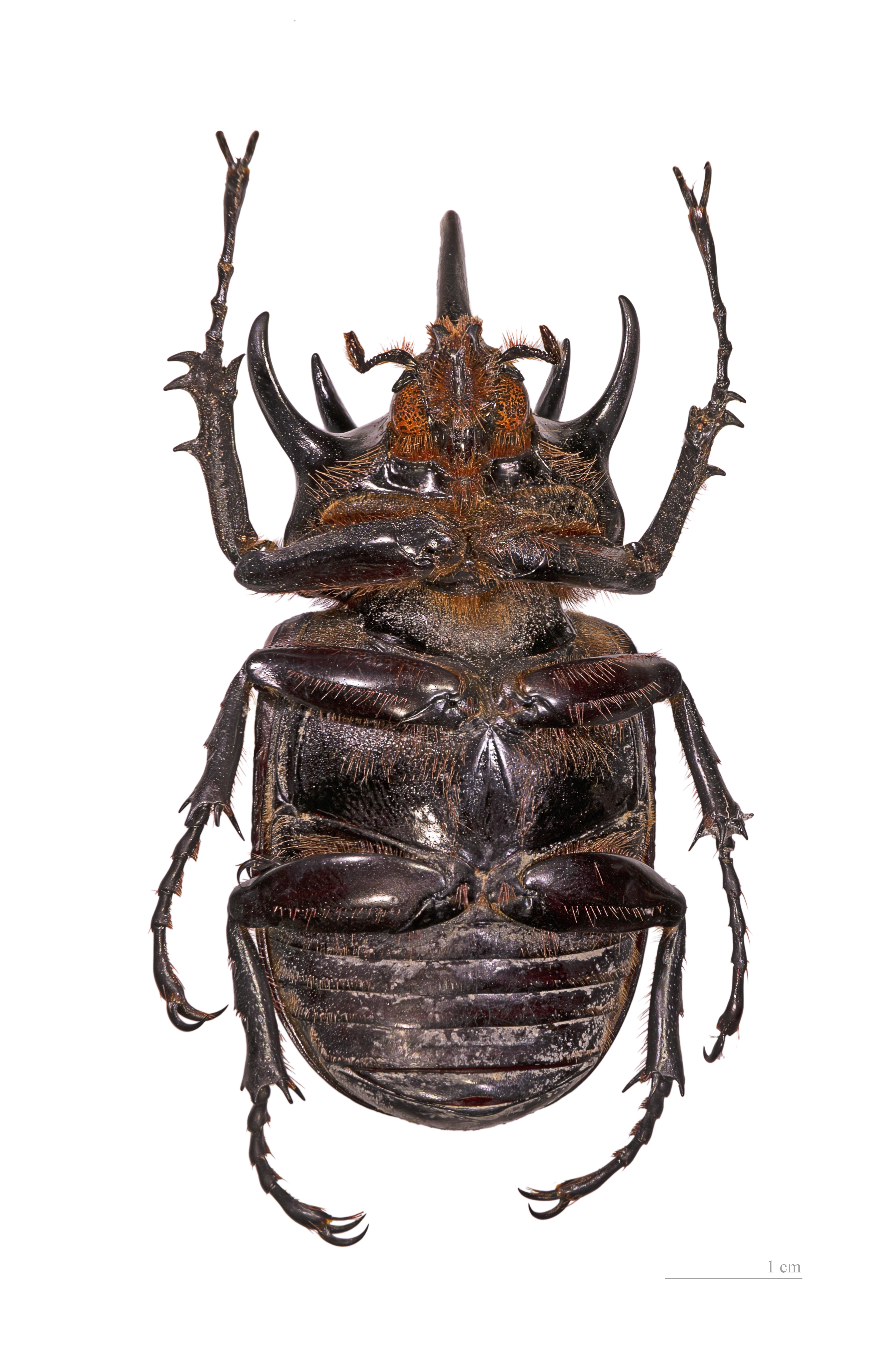
Male - Vue ventrale
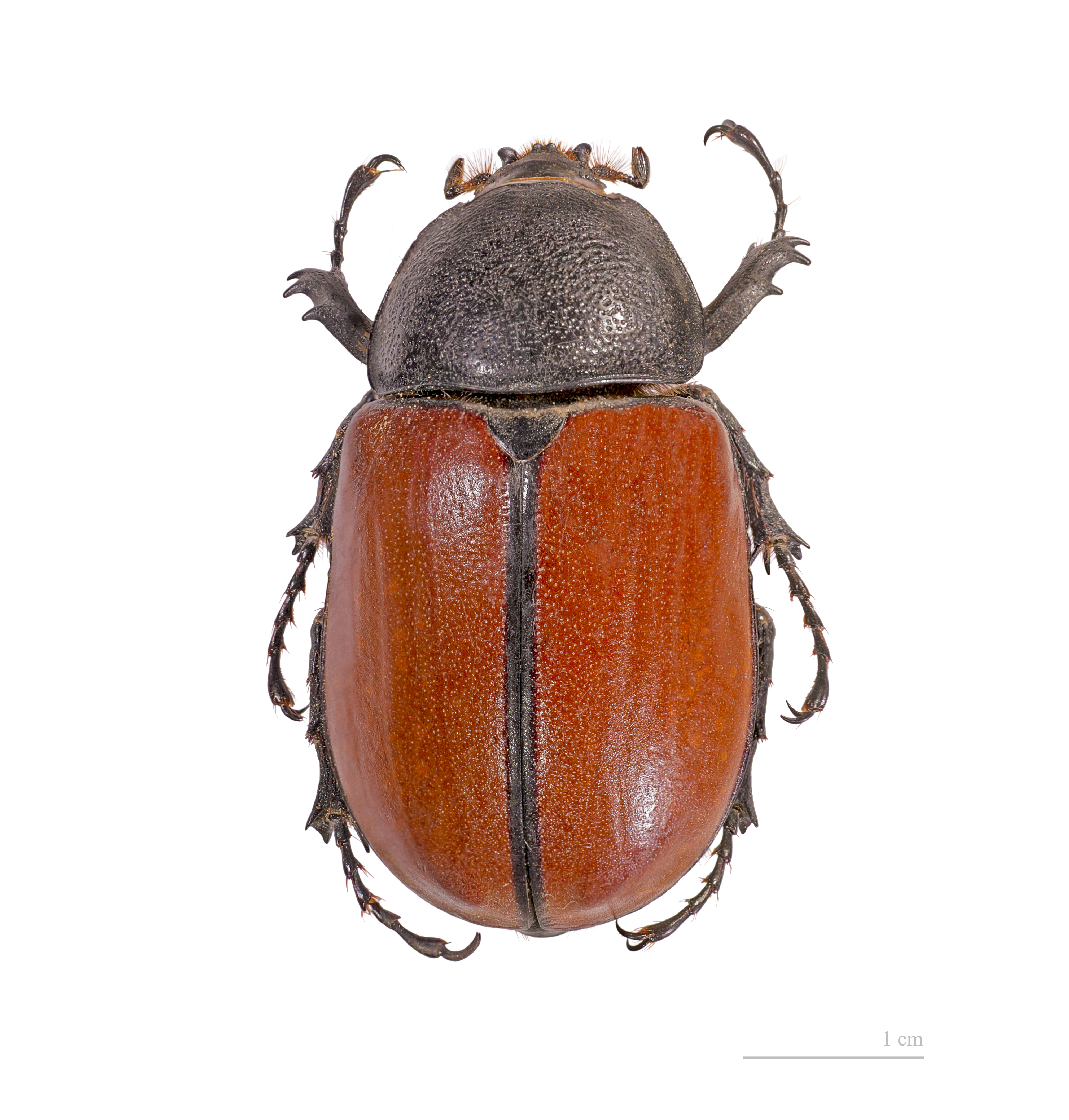
Femelle - Vue dorsale
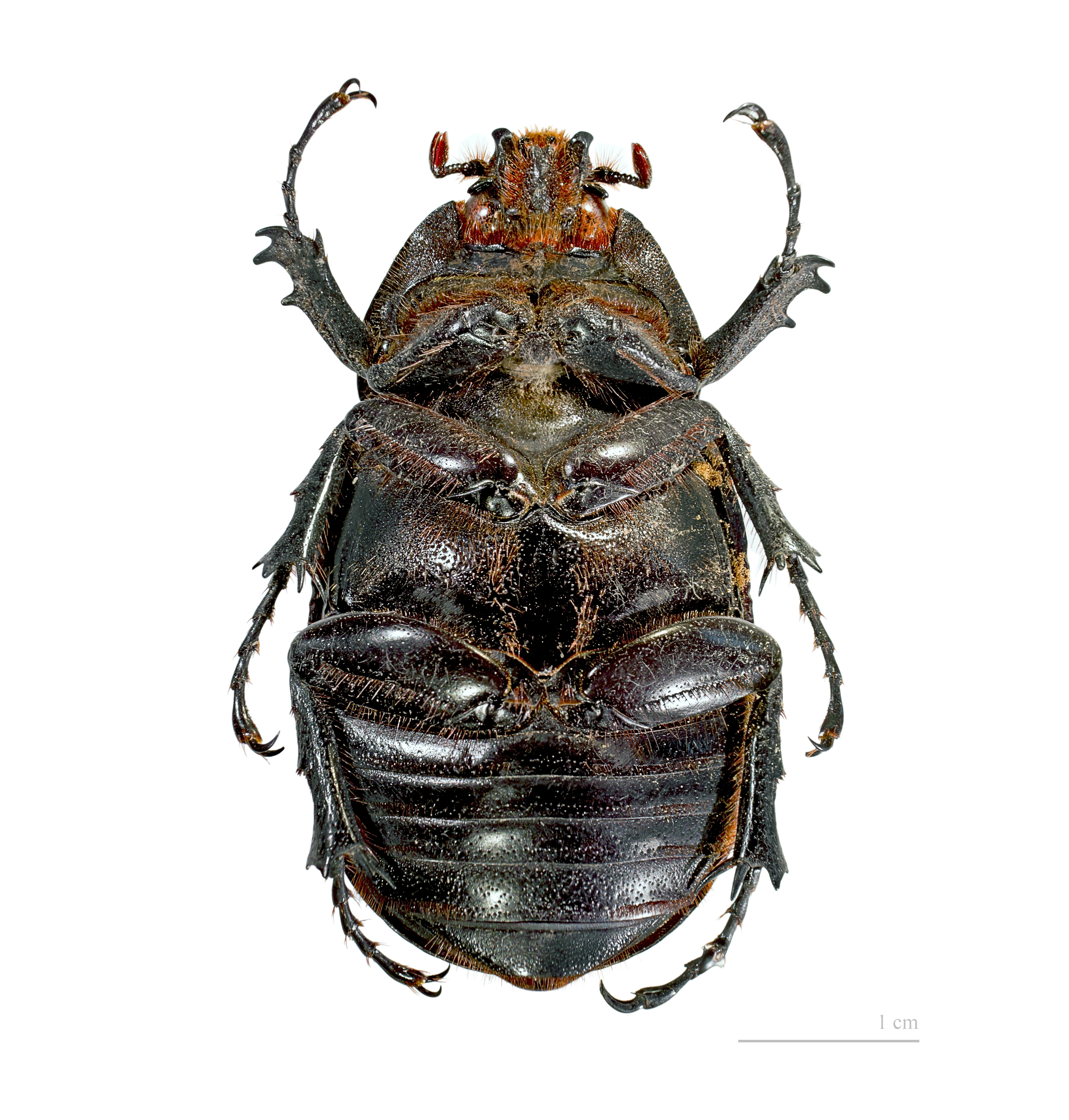
Femelle - Vue ventrale

## Répartition
Vaste zone géographique: Asie du sud-est, la péninsule Malaise et Bornéo[réf. nécessaire].